# Iwona Socha
Iwona Socha – polska śpiewaczka operowa, sopranistka.
Edukację muzyczną rozpoczęła w Państwowej Szkole Muzycznej w Gliwicach. Jest absolwentką (z wyróżnieniem) Wydziału Wokalno-Aktorskiego Akademii Muzycznej im. Karola Szymanowskiego w Katowicach (klasa śpiewu solowego prowadzona przez Jana Ballarina), a także Wydziału Radia i Telewizji im. Krzysztofa Kieślowskiego Uniwersytetu Śląskiego. Uczestniczyła w kursach mistrzowskich, które były prowadzone przez takich artystów, jak: Izabela Kłosińska, Ingrid Kremling, Adam Kruszewski, Jadwiga Romańska i Teresa Żylis-Gara. Zadebiutowała w 2005 w Operze Śląskiej w Bytomiu (rola Małgorzaty w Fauście Charles’a Gounoda), a potem występowała na takich scenach, jak: Teatr Wielki w Warszawie, Opera Wrocławska, Teatr Wielki w Łodzi, Opera Nova w Bydgoszczy i Operetka Warszawska. W 2018 była solistką Opery Krakowskiej. 
Współpracowała z takimi artystami, jak: Laco Adamik, Henryk Baranowski, Márta Mészáros, Mariusz Treliński, Waldemar Zawodziński i Michał Znaniecki. Koncertowała w Austrii, Belgii, Czechach, Francji, Hiszpanii, Holandii oraz na Litwie i Słowacji. Nagrywała dla Polskiego Radia i TVP, a także wytwórni Dux. W 2016 nawiązała współpracę z Ileaną Cotrubaș. Występuje też jako kameralistka, a towarzyszą jej w tych występach Klaudiusz Baran, Tomasz Strahl i Janusz Wawrowski.
W 2013 otrzymała Teatralną Nagrodę Muzyczną im. Jana Kiepury (2013), a w 2016 Nagrodę Stowarzyszenia Wydawców Katolickich Feniks.